# Xã Jackson, Quận Sharp, Arkansas
Xã Jackson (tiếng Anh: Jackson Township) là một xã thuộc quận Sharp, tiểu bang Arkansas, Hoa Kỳ. Năm 2010, dân số của xã này là 295 người.